# 大學運動聯盟
大學運動聯盟（University Athletic Association, UAA）是由美國八所私立研究型大學所組成的体育竞技聯盟，隸屬於全美大學體育協會第三級。八個成員是布蘭迪斯大學、卡內基·梅隆大學、凱斯西儲大學、芝加哥大學、艾默理大學、紐約大學、羅徹斯特大學及聖路易斯華盛頓大學，位於佐治亞州、伊利諾州、密蘇里州、賓夕法尼亞州、馬薩諸塞州、俄亥俄州以及紐約州。先前約翰斯·霍普金斯大學也是成員學校之一，但在2001年退出。

## 学术
因為大學運動聯盟各成員學校深厚的學術實力，它被俗稱為八個書呆子（egghead eight）。 大學運動聯盟和常春藤聯盟是全美大學體育協會所有聯盟中，所有成員學校都隶属美國大學協會的聯盟。

## 分布
|  |

## 成員學校

### 當前成員
除開布蘭迪斯大學，其餘的七所大學皆為1986年的創始會員。而布蘭迪斯大學也於1987年十月的正式比賽開始不久就正式地加入了該聯盟。
| 機構               | 位置               | 建校 | 類型 | 本科生 數 | 學生 总數 | 暱稱     | 顏色  |
| ------------------ | ------------------ | ---- | ---- | --------- | --------- | -------- | ----- |
| 布蘭迪斯大學       | 马萨诸塞州沃尔瑟姆 | 1948 | 私立 | 3,608     | 5,788     | 法官     |       |
| 卡內基·梅隆大學    | 賓夕法尼亞州匹茲堡 | 1900 | 私立 | 6,673     | 10,875    | 格子呢   |       |
| 凱斯西儲大學       | 俄亥俄州克利夫兰   | 1826 | 私立 | 5,383     | 11,874    | 斯巴達人 |       |
| 艾默里大學         | 佐治亞州亞特蘭大   | 1836 | 私立 | 6,861     | 12,755    | 老鷹     |       |
| 紐約大學           | 紐約州紐約市曼哈頓 | 1831 | 私立 | 26,135    | 42,189    | 紫羅蘭   |       |
| 芝加哥大學         | 伊利诺伊州芝加哥   | 1890 | 私立 | 5,941     | 14,788    | 紫褐     |       |
| 羅切斯特大學       | 紐約州羅切斯特     | 1850 | 私立 | 6,386     | 9,735     | 小黃蜂   |       |
| 聖路易斯華盛頓大學 | 密蘇里州聖路易斯   | 1853 | 私立 | 7,540     | 13,527    | 熊       | [ 2 ] |

### 前成員
約翰斯·霍普金斯大學是創始會員，但于2001年退出。
| 機構                | 位置             | 建校 | 類型 | 加入 | 退出 | 暱稱   | 顏色 | 現属     |
| ------------------- | ---------------- | ---- | ---- | ---- | ---- | ------ | ---- | -------- |
| 約翰斯·霍普金斯大學 | 馬里蘭州巴爾的摩 | 1876 | 私立 | 1986 | 2001 | 冠藍鴉 |      | 世紀聯盟 |

## 又见
- 常春藤联盟

## 外部連結
- 官方网站